# Lepidagathis fasciculata
Lepidagathis fasciculata là một loài thực vật có hoa trong họ Ô rô. Loài này được (Retz.) Nees mô tả khoa học đầu tiên năm 1832.